# Giro del Lazio 1979
Il Giro del Lazio 1979, quarantacinquesima edizione della corsa, si svolse il 15 settembre 1979 su un percorso di 238,6 km. La vittoria fu appannaggio dell'italiano Silvano Contini, che completò il percorso in 6h04'00", precedendo il norvegese Knut Knudsen e il connazionale Pierino Gavazzi.

## Ordine d'arrivo (Top 10)
| Pos. | Corridore           | Squadra            | Tempo    |
| ---- | ------------------- | ------------------ | -------- |
| 1    | Silvano Contini     | Bianchi-Faema      | 6h04'00" |
| 2    | Knut Knudsen        | Bianchi-Faema      | a 28"    |
| 3    | Pierino Gavazzi     | Zonca-Santini      | s.t.     |
| 4    | Francesco Moser     | Sanson-Campagnolo  | s.t.     |
| 5    | Jan Raas            | TI-Raleigh         | s.t.     |
| 6    | Corrado Donadio     | C.B.M. Fast-Gaggia | s.t.     |
| 7    | Leonardo Mazzantini | Zonca-Santini      | s.t.     |
| 8    | Bernt Johansson     | Magniflex-Olmo     | s.t.     |
| 9    | Giuseppe Passuello  | Gis Gelati         | s.t.     |
| 10   | Franco Conti        | San Giacomo        |          |